# Eaux sauvages
 (juillet 2015).
Si vous disposez d'ouvrages ou d'articles de référence ou si vous connaissez des sites web de qualité traitant du thème abordé ici, merci de compléter l'article en donnant les références utiles à sa vérifiabilité et en les liant à la section « Notes et références ».
Pour plus de détails, voir Fiche technique et Distribution.
Eaux sauvages (titre original : Savage Water) est un film américain réalisé par Paul W. Kener sorti en 1979. 

## Synopsis
Une bande de citadins partis faire du rafting au Grand Canyon se retrouve poursuivie par un psychopathe.

## Fiche technique
- Titre : Eaux sauvages
- Titre original : Savage Water
- Réalisation : Paul Kiener
- Scénario : Kipp Boden
- Photographie : Paul Kiener
- Montage : Paul Kiener
- Production : Paul Kiener
- Société de production : Talking Pictures
- Société de distribution : Western International (États-Unis)
- Pays de production :  États-Unis
- Genre : Aventure et horreur
- Durée : 99 minutes
- Dates de sortie : 
  - États-Unis : 1979
- Interdit aux moins de 12 ans

## Distribution
- Gill Van Wagoner : Dave Savage
- Ron Berger : Doc Rogers
- Bridget Agnew : JoAnne
- Clayton King : Mike
- Mike Wactor : Fry
- Pat Comer : Darrell
- So Mickelsen : Ivy
- Rasheed Javeri : Mahomad
- Dawn DeAnne : Susie

## Réception
Peu connu du grand public, ce film est avant tout généralement référencé comme un nanar, de par son scénario qu'on dit « bâclé », ses dialogues étranges et sa version française très douteuse.

## Autour du film
- Le film fait du name dropping sur sa jaquette, il se compare au film Délivrance.
- Au début du film, le son de l'avion volant est fait avec des bruitages d'hélicoptère.
- Paul W. Kener réalisera également Wendigo, film au sujet assez similaire avec les mêmes acteurs et, en prime, les mêmes doubleurs français.